# Pensamentos Intrusivos
Pensamentos Intrusivos é uma websérie brasileira produzida pelo Porta dos Fundos, que estreou em 08 de julho de 2025 nos perfis oficiais do grupo no Instagram e posteriormente no YouTube. Criada e escrita por João Vicente de Castro, que também estrela a produção, a série é dirigida por Joana Jabace. Os roteiros são assinados em parceria com Barbara Duvivier e Jonathan Marques.

## Enredo
A trama acompanha a vida de um homem comum que começa a enfrentar situações inesperadas e embaraçosas provocadas por seus próprios pensamentos — ou melhor, por sua consciência. Ao longo dos episódios, o protagonista lida com conflitos internos que surgem nos momentos mais inoportunos, afetando sua convivência com vizinhos, familiares e amigos. A trama propõe uma abordagem original sobre os dilemas pessoais, misturando humor e drama em situações cotidianas marcadas por angústias silenciosas e verdades incômodas.

## Elenco
- João Vicente de Castro como Breno Ferreira
- Caio Blat como Felipe Gusmão
- Felipe Camargo como Gustavo Brandão
- Bella Camero como Nina Cristina

## Produção
A websérie é uma realização do Porta dos Fundos, conhecida produtora de conteúdo humorístico. Com direção de Joana Jabace, a produção marca a estreia de João Vicente como criador e roteirista de um projeto autoral no formato digital.
Pensamentos Intrusivos foi lançada em episódios semanais diretamente pelas plataformas digitais do Porta dos Fundos, reforçando a estratégia do grupo de investir em narrativas curtas e impactantes voltadas para o público das redes sociais.